# Castelvetro Piacentino
Castelvetro Piacentino est une commune italienne de la province de Plaisance dans la région Émilie-Romagne en Italie.

## Administration
| Période                                  | Période | Identité | Étiquette | Qualité |
| ---------------------------------------- | ------- | -------- | --------- | ------- |
|                                          |         |          |           |         |
| Les données manquantes sont à compléter. |         |          |           |         |

### Hameaux
Croce Santo Spirito, Mezzano Chitantolo, San Giuliano

### Communes limitrophes
Crémone, Gerre de' Caprioli, Monticelli d'Ongina, Spinadesco, Stagno Lombardo, Villanova sull'Arda

## Personnalités liées
- Daniele Persegani (né en 1972), cuisinier italien y réside